# Block Breaker Deluxe
Block Breaker Deluxe é um jogo eletrônico desenvolvido pela Gameloft originalmente para telefones celulares. o jogo foi ainda lançado para iPod, Windows PC, N-Gage e WiiWare. O jogo é o mais vendido de seu tipo para os aparelhos móveis, com mais de 8 milhões de cópias vendidas.